# Friedrichsthal (Turíngia)
Friedrichsthal é uma localidade e antigo município da Alemanha localizado no distrito de Nordhausen, estado da Turíngia. Desde janeiro de 2019, forma parte do município de Bleicherode.
A Erfüllende Gemeinde (português: municipalidade representante ou executante) do município de Friedrichsthal é a cidade de Bleicherode.